# زائفة صفراء شاحبة
زائفة صفراء شاحبة (الاسم العلمي: Pseudomonas luteola) هي نوع من البكتيريا تتبع جنس الزائفة من فصيلة الزوائف.